# Грабонош
Грабонош (словен. Grabonoš) — поселення в общині Светий Юрій-об-Щавниці, Помурський регіон, Словенія. Висота над рівнем моря: 209,8 м.